# Literatura rosyjska

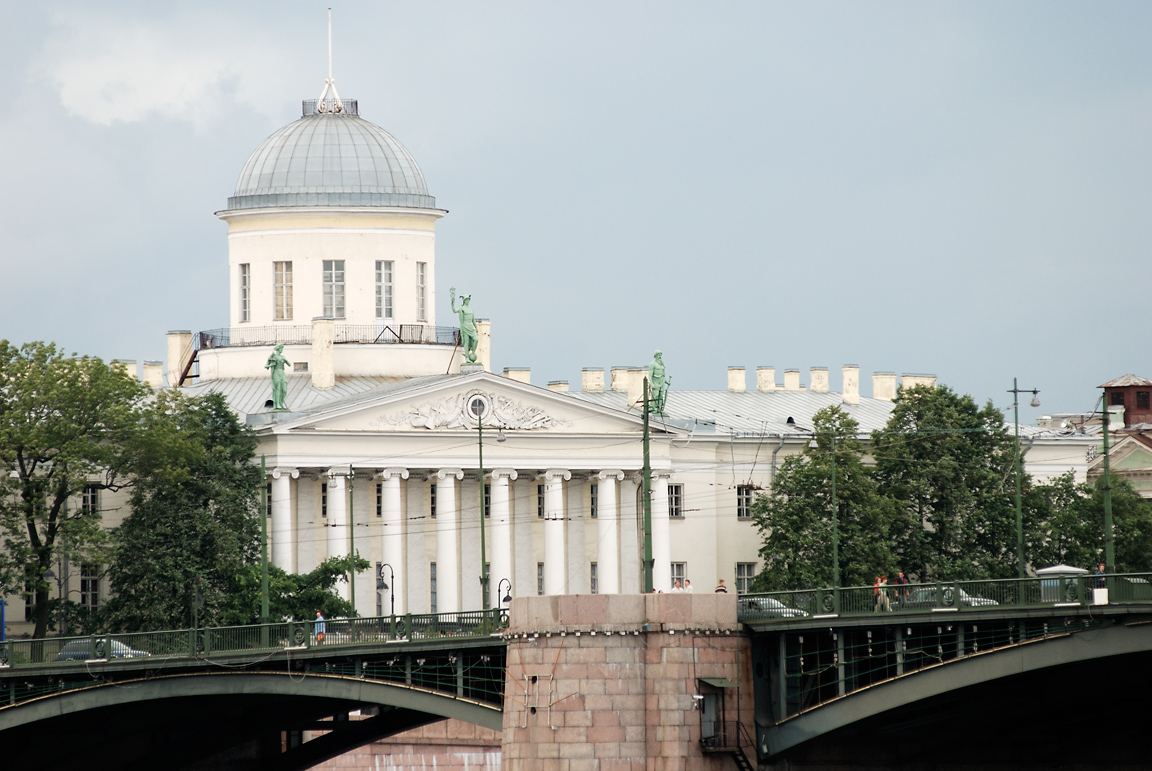
Rosyjski Instytut Literacki w Sankt Petersburgu

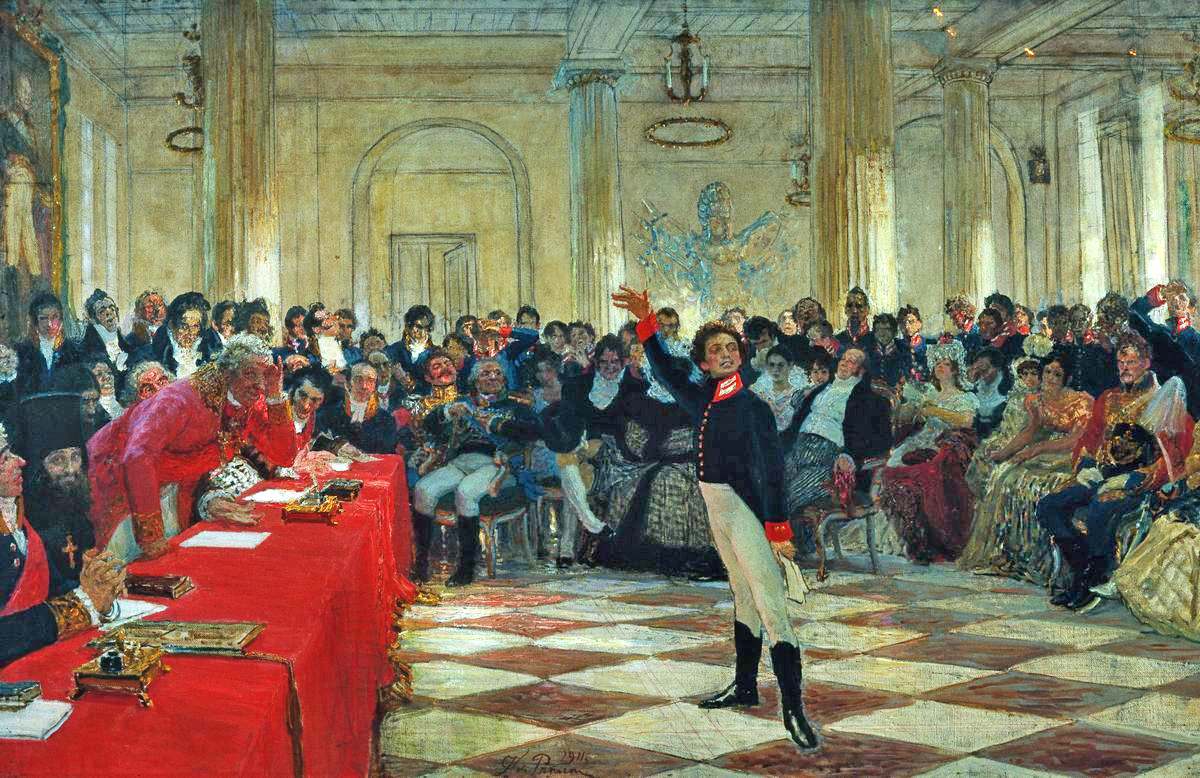
Młody Puszkin recytuje swoje poezje przed Dierżawinem. Egzamin w Liceum w Carskim Siole, 1 stycznia 1815 r.

Literatura rosyjska – twórczość literacka w języku rosyjskim, należąca do szerszego kręgu literatur europejskich i słowiańskich. Pierwsze znane utwory powstały około X-XI wieku wraz z rozwojem piśmiennictwa i kultury na ziemiach Rusi.

## Historia

### Okres staroruski (X–XV wiek)

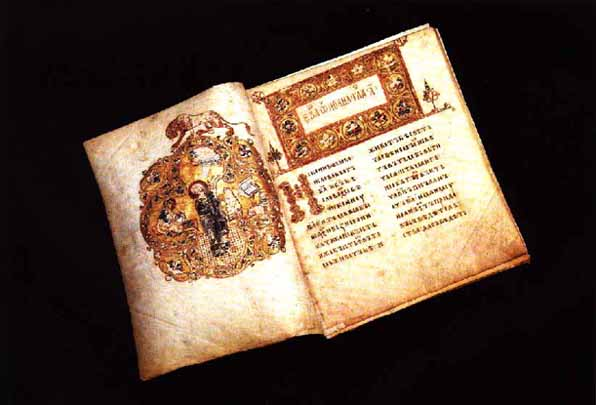
Ewangeliarz Ostromira – najstarszy zachowany zabytek piśmiennictwa ruskiego pochodzący z lat 1056-1057. Zbiory Rosyjskiej Biblioteki Narodowej.

Fundamentem literatury rosyjskiej jest ustna twórczość ludowa – tzw. byliny, skazy, pieśni, legendy i inne przejawy folkloru. W rozwoju staroruskiej literatury XI–XIV w. znaczną rolę odegrały integralne związki Rusi z Bizancjum i kulturą południowosłowiańską, skąd przeniesione zostały na Ruś m.in. wzorce literatury religijnej. W okresie staroruskim powstała literatura ruska, która następnie rozwijała się odmiennie w różnych częściach Rusi na skutek rozbicia dzielnicowego kraju. Największy wpływ na rozwój języka rosyjskiego wywarła północno-wschodnia część kraju (księstwa: Włodzimierskie, Suzdalskie, Rostowskie, Moskiewskie, Białojezierskie, Twerskie, Muromskie, Galickie i inne). Do najważniejszych zabytków literackich okresu staroruskiego należą m.in.: Ewangeliarz Ostromira (1056–1057), Ruska Prawda (najstarsza wersja z XI w.), Powieść minionych lat autorstwa Nestora (1113), Słowo o wyprawie Igora (ok. 1186), Suplika Daniela Więźnia (XII lub XIII w.), Żywot Aleksandra Newskiego (XIII w.) oraz Zadońszczyzna autorstwa Sofoniusza (XIV w.).

### Okres zjednoczeniowy (XV–XVII wiek)
W okresie zjednoczeniowym, zwanym również „okresem moskiewskim” aspiracje zjednoczeniowe Księstwa Moskiewskiego doprowadziły do odbudowy ponadlokalnej, ogólnoruskiej literatury. W okresie tym zaniknął ruski język literacki w Wielkim Księstwie Litewskim, ustępując polskiemu językowi literackiemu.
W XV w. najbardziej wyróżniającymi się osobowościami w literaturze rosyjskiej byli Atanazy Nikitin, autor dzieła, pt. Podróż za trzy morza (1466-1472) oraz Pachomiusz Logofet, autor Opowieści o książętach Włodzimierskich. Pod koniec XV w. została również sformułowana przez Filoteusza Teoria trzech Rzymów. Do najbardziej popularnych dzieł literackich z przełomu XV i XVI w. należał Domostroj. Najważniejszymi zabytkami literatury XVI-wiecznej są monumentalne, wielotomowe dzieła Wielkie Czetji Mineje oraz Zwód Nikonowski, które stały się oficjalnymi kronikami ówczesnej Rosji. W XVII w. do najznaczniejszych pisarzy należał Awwakum Pietrow, autor pierwszego dzieła autobiograficznego w języku rosyjskim, pt. Żywot protopopa Awwakuma (1672-1673) oraz Symeon Połocki, twórca rosyjskiego wiersza sylabicznego. Z XVII w. pochodzi także inny zabytek literatury rosyjskiej – Synopsis Kijowski (1674). W latach 1675–1677 pisarz i poseł carski Mikołaj Spyfarij napisał dziennik z podróży do Chin, pt. Podróż przez Syberię do granic chińskich, a także Opis Chin oraz Dokument państwowy poselstwa Mikołaja Spyfariego w Chinach. Prace te obok dziennika Marco Polo były jednym z najważniejszych źródeł informacji o Chinach w ówczesnej Europie.

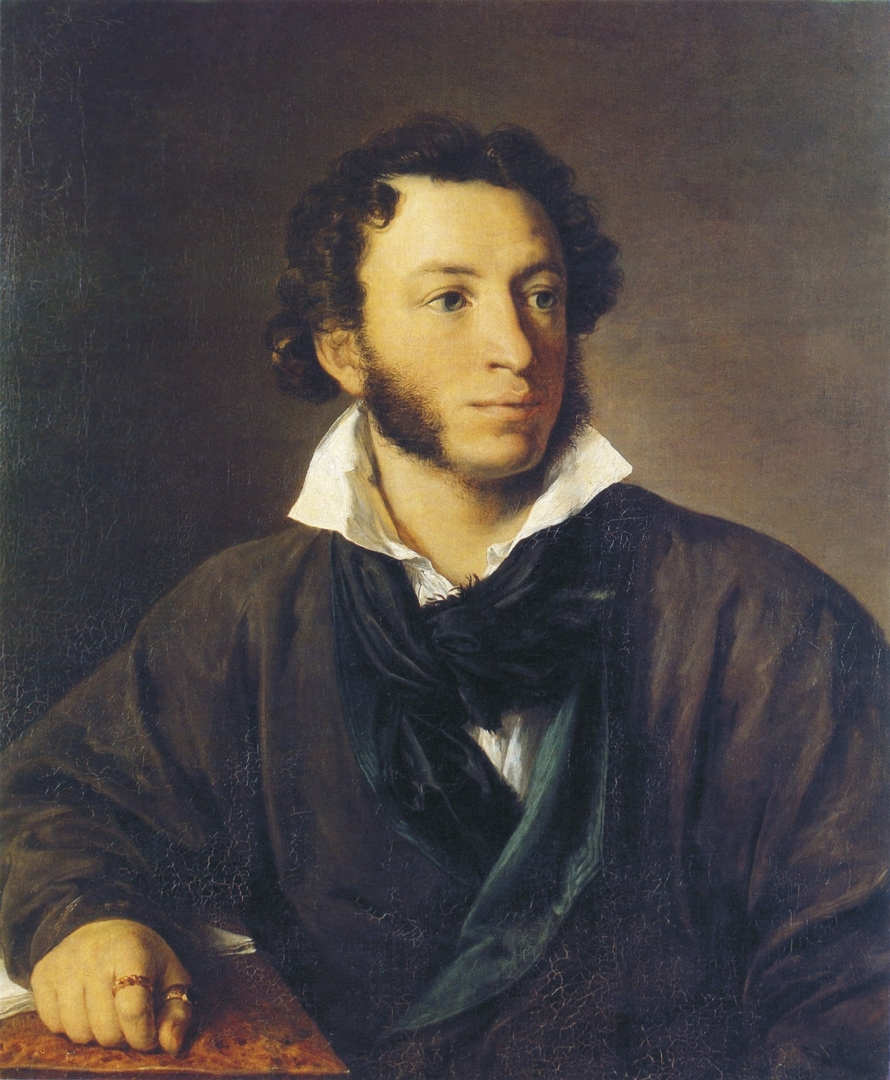
Aleksandr Puszkin – portret pędzla Wasyla Tropinina z 1827 r. Zbiory Muzeum Sztuk Pięknych im. Puszkina w Moskwie

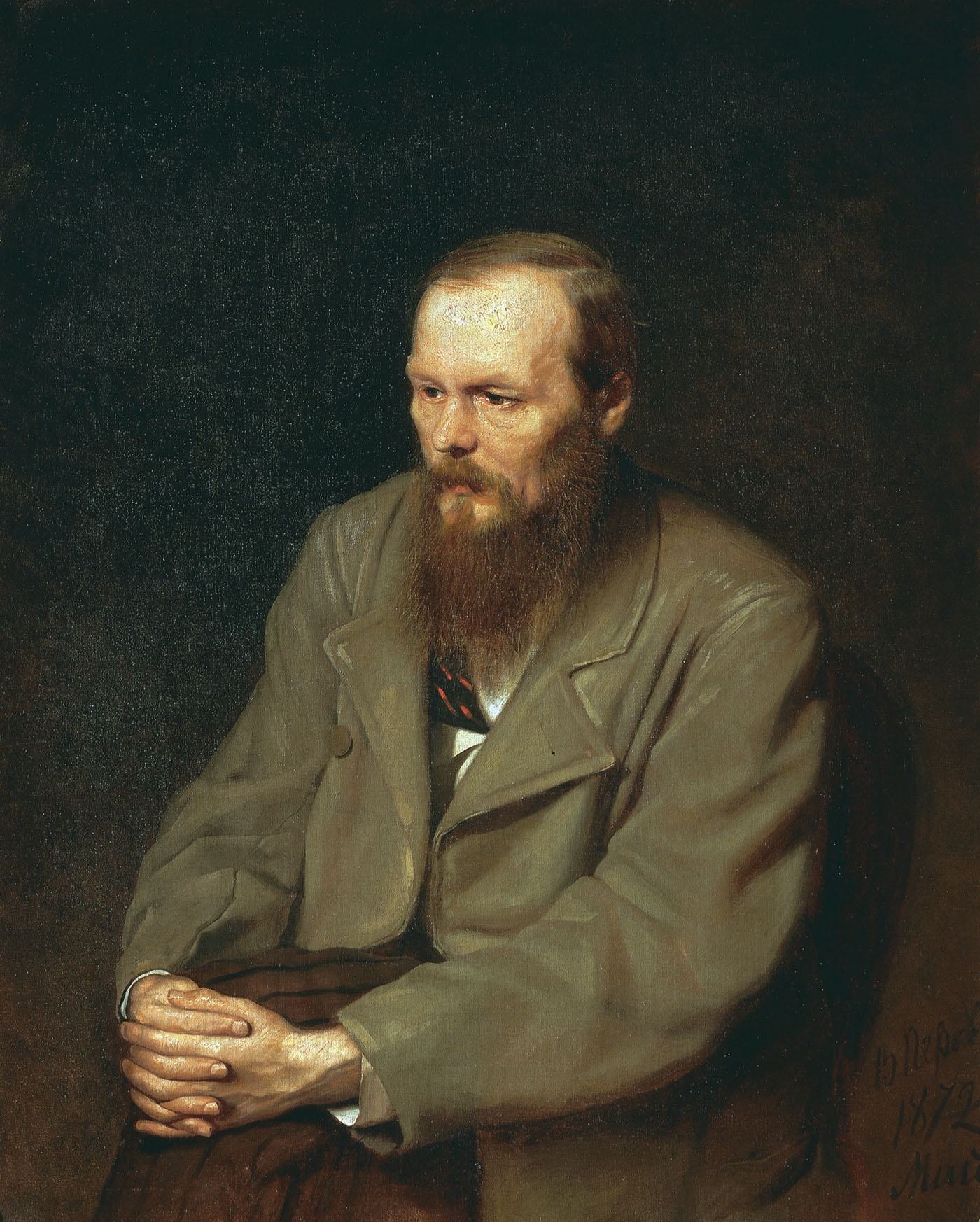
Fiodor Dostojewski

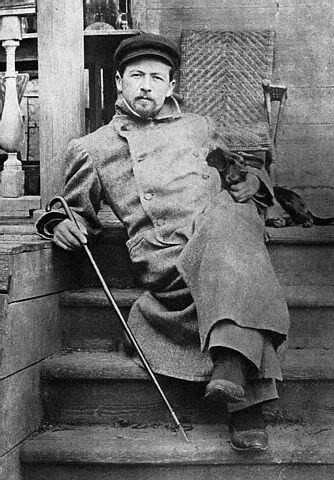
Anton Czechow

### Okres brązowy (XVIII wiek)
W XVIII wieku, w okresie oświecenia, doszło w Rosji do dynamicznego rozwoju wszystkich dziedzin kultury. Utworzono nowe szkoły i uniwersytety zorganizowane na wzór nowożytnoeuropejski. Okres ten nazywany jest „brązowym” w literaturze rosyjskiej. Do najważniejszych pisarzy tego okresu należą m.in. Antioch Kantemir, Aleksandr Sumarokow, Michaił Łomonosow, Wasilij Triediakowski, Aleksandr Radiszczew, Dienis Fonwizin, Gawriił Dierżawin, Aleksandr Gribojedow, Nikołaj Karamzin i przedstawiciel preromantyzmu Iwan Kryłow.
W XVIII wieku rozwija się również literatura rosyjska po łacinie. Do najznaczniejszych rosyjskich pisarzy łacińskich należy Dimitrie Cantemir, który tworzył także w językach rosyjskim i mołdawskim.

### Okres złoty (XIX wiek)
Wiek XIX nazywany jest często „złotym” w literaturze rosyjskiej. W okresie tym pisali swe dzieła m.in. Aleksandr Puszkin, Fiodor Dostojewski, Michaił Lermontow, Lew Tołstoj, Nikołaj Gogol, Aleksandr Ostrowski, Iwan Turgieniew, Nikołaj Niekrasow, Wasilij Żukowski, Fiodor Tiutczew, Michaił Sałtykow-Szczedrin, Wissarion Bielinski i Taras Szewczenko (piszący także po ukraińsku).
Filozofami, którzy w owym czasie mieli istotny wpływ na rozwój literatury byli m.in. jeden z twórców anarchizmu Michaił Bakunin, Piotr Czaadajew, Wissarion Bielinski, Aleksandr Hercen, Timofiej Granowski, Iwan Kiriejewski i Nikołaj Danilewski.
W XIX wieku na bazie dialektów zachodnioruskich powstały nowe języki literackie: ukraiński i białoruski, które nawiązywały do tradycji ruskich z byłego Wielkiego Księstwa Litewskiego.

### Okres srebrny (1880–1917)
Okres od 1880 do 1917 r. jest nazywany „srebrnym wiekiem”. Ważni pisarze i poeci rosyjscy to m.in.: Anna Achmatowa, Osip Mandelsztam, Leonid Andriejew, Konstantin Balmont, Andriej Bieły, Aleksandr Błok, Walerij Briusow, Iwan Bunin, Wielimir Chlebnikow, Władysław Chodasiewicz, Marina Cwietajewa, Anton Czechow, Zinaida Gippius, Nikołaj Gumilow, Siergiej Jesienin, Dmitrij Mereżkowski i Fiodor Sołogub. W okresie tym tworzył również w języku rosyjskim polski poeta Bolesław Leśmian.
Filozofami, którzy w owym czasie mieli istotny wpływ na rozwój literatury byli m.in. Maksim Kowalewski, Piotr Kropotkin i Nikołaj Strachow.
Około 1915 r. w Sankt Petersburgu uformowała się rosyjska szkoła formalna do której głównych działaczy należeli Wiktor Szkłowski i Boris Tomaszewski. Radykalni formaliści skupiali się także w Moskiewskim Kole Lingwistycznym, do którego należeli m.in. Roman Jakobson i Nikołaj Trubieckoj. Uczeni ci działali później w Czechosłowacji i USA, gdzie przyczynili się do powstania Praskiego Koła Lingwistycznego oraz stworzyli podstawy strukturalizmu.

### Okres radziecki (1917–1991)
Wielki wpływ na kulturę rosyjską wywarł okres radziecki, w którym w znaczny sposób odstąpiono od tradycyjnych form kultury, usiłując zastąpić je nowymi, socjalistycznymi treściami.
Od 1917 roku zaczyna dominować literatura o tematyce rewolucyjnej, z której następnie rozwinęła się rosyjska literatura radziecka. Do najsławniejszych pisarzy okresu radzieckiego należeli m.in.: Władimir Majakowski, Ilja Erenburg, Izaak Babel, Michaił Bułhakow, Maksim Gorki, Michaił Szołochow, Boris Pasternak, Vladimir Nabokov, Josif Brodski, Siergiej Dowłatow, Bułat Okudżawa, Michaił Zoszczenko, Jewgienij Zamiatin i Włodzimierz Wysocki.

### Współczesność
Po rozwiązaniu ZSRR widoczny jest powrót do starych tradycji ruskich, przy czym jednocześnie nie próbuje się odrzucać dziedzictwa kulturowego okresu radzieckiego. Po zniesieniu cenzury zaczęły być wydawane teksty do tej pory nieopublikowane w Rosji, m.in. niektóre utwory Aleksandra Sołżenicyna czy Wieniedikta Jerofiejewa. Do obecnie tworzących pisarzy należą m.in.: Władimir Sorokin, Wiktor Pielewin, Boris Akunin, Dmitrij Prigow, Siergiej Łukjanienko i Wiktor Jerofiejew.

## Dzieła literatury rosyjskiej

### X-XIV wiek

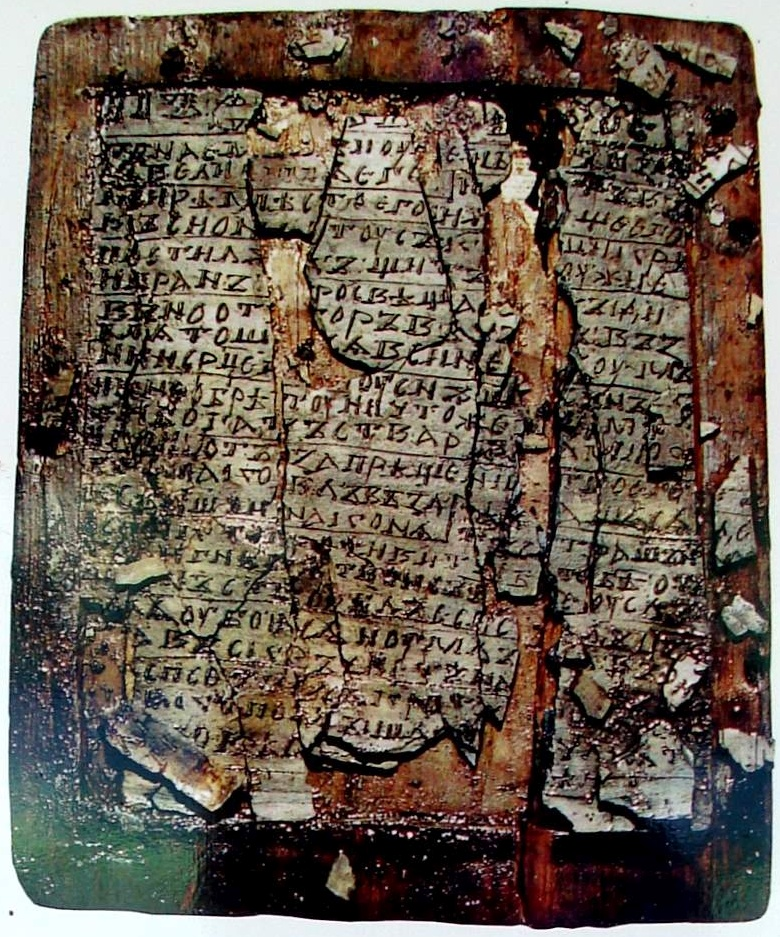
Kodeks Nowogrodzki – psalm 72

- Kodeks Nowogrodzki (ok. 990–1010) – najstarsza księga Rusi, odkopana w 2000 r. w Nowogrodzie Wielkim. Napisana w języku staro-cerkiewno-słowiańskim. Jest palimpsestem. Ma kilka warstw tekstu, górna warstwa zawiera Psalmy 75-76 i niewielki fragment Ps 67, natomiast dolna jego warstwa zawiera tekst Apokalipsy. Po raz pierwszy opublikowany w Zwiastunie Rosyjskiej Akademii Nauk w 2001 r.
- Ewangeliarz Ostromira (1056–1057) – drugi najstarszy zabytek piśmiennictwa staroruskiego; spisana w języku staro-cerkiewno-słowiańskim księga liturgiczna zawierająca fragmenty Ewangelii na wszystkie dni roku liturgicznego. Ewangeliarz miał być darem posadnika Ostromira dla Soboru Sofijskiego w Nowogrodzie Wielkim. Następna wzmianka o Ewangeliarzu pojawia się dopiero w XVIII wieku – wtedy dzieło znajdowało się już w jednej z cerkwi moskiewskiego Kremla. W 1720 r. Piotr I kazał przesłać Ewangeliarz do Petersburga. Car Aleksander I przekazał zabytek Bibliotece Publicznej w Petersburgu (dzisiejsza Rosyjska Biblioteka Narodowa), gdzie znajduje się on do dziś. Po raz pierwszy wydany przez Aleksandra Wostokowa w Petersburgu w 1843 r.
- Opowieść o Borysie i Glebie (XI wiek) – autor nieznany; opowieść o dwóch świętych prawosławnych, synach władcy Rusi Kijowskiej Włodzimierza Wielkiego. Borys był księciem rostowskim, a Gleb muromskim. Oboje padli ofiarą spisku Świętopełka Przeklętego.
- Powieść minionych lat (1113) – mnich Nestor; najstarszy latopis ruski, w którym zostały opisane początki państwowości ruskiej i historia dynastii Rurykowiczów. Po raz pierwszy opublikowana w 1767 r. w Sankt Petersburgu na podstawie Rękopisu Nikonowskiego. Powieść zachowała się w dwóch zasadniczych odpisach:
  - Latopis Laurentego (1377) – odpis wykonany przez mnicha Laurentego z Niżnego Nowogrodu dla księcia suzdalskiego Dmitrija Konstantynowicza na podstawie zaginionego już oryginału przechowywanego wówczas w Twerze. Odnaleziony przez Aleksieja Musina-Puszkina w 1792 r. i włączony do zbiorów Rosyjskiej Biblioteki Narodowej.
  - Kodeks Hipacki (XV wiek) – zabytek odnaleziony przez Nikołaja Karamzina w 1807 r. w monastyrze św. Hipacego pod Kostromą – z rosyjskiego nazywa się go również „ipatiewskim”. Pod jego odkryciu i zbadaniu przekazany w 1810 r. do Rosyjskiej Biblioteki Narodowej. W Kodeksie Hipackim zawarte są obok Powieści minionych lat także Latopis Kijowski – opis zdarzeń z lat 1118–1199 r. oraz Latopis Halicko-Wołyński doprowadzony do 1292 r. (wydarzenia lat 1203–1292[3]).
- Słowo o wyprawie Igora (ok. 1186) – autor nieznany; epos o wyprawie ruskiego księcia Igora przeciw Połowcom; po raz pierwszy wydany w Moskwie w 1800 r. przez Aleksieja Musina-Puszkina. Oryginalny manuskrypt strawił pożar Moskwy w 1812 r. Do dzisiejszych czasów zachowała się transkrypcja sporządzona w latach 1795–1796 przez Musina-Puszkina jako podarunek dla carycy Katarzyny II. Istnieją podejrzenia, iż spalony w 1812 r. oryginał mógł być falsyfikatem sporządzonym przez czeskiego pisarza i rusofila Josefa Dobrovskiego[4].
- Suplika Daniela Więźnia (ok. 1213–1236) – autor nieznany
- Legenda o niewidzialnym grodzie Kiteziu (XIII wiek)
- Żywot Aleksandra Newskiego (XIII-XIV wiek) – autor nieznany; biografia Aleksandra Newskiego
- Zadońszczyzna (ok. 1383–1393) – mnich Sofoniusz

### XV–XVII wiek

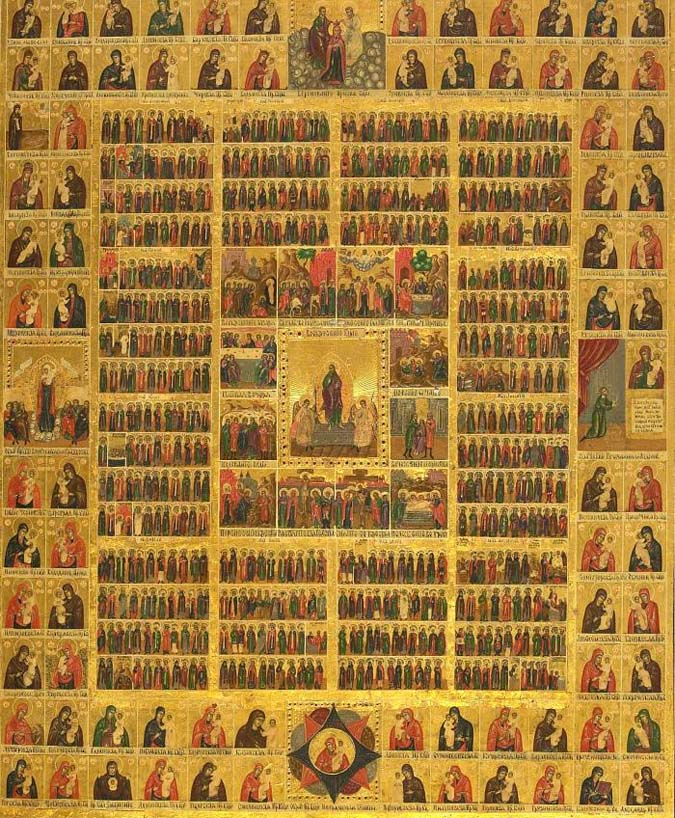
Ikona z Czetji Mineje. Wersja z XVIII wieku

- Opowieść o książętach włodzimierskich (XV wiek) – Pachomiusz Logofet
- Podróż za trzy morza (1466–1472) – Afanasij Nikitin; dziennik z podróży do Indii, podstawowe ruskie źródło informacji o Kaukazie, Krymie, Persji i Indiach. Najstarsze znane, w całości świeckie, dzieło literatury rosyjskiej. Po raz pierwszy wydany przez Nikołaja Karamzina w 1821 r. na podstawie XVI-wiecznego odpisu.
- Fizjolog (XV wiek) – rosyjski przekład starożytnych opowiadań z lat 200-300 n.e. pochodzących najprawdopodobniej z Aleksandrii. Tłumaczenie na podstawie bułgarskiego przekładu z języka greckiego z XI–XII wieku. W Fizjologu zamieszczono dokładne opisy wielu mitycznych (np. jednorożca i syreny), jak i rzeczywistych gatunków zwierząt (np. lwa i orła). Ilustracje zawarte w Fizjologu stały się źródłem inspiracji dla ruskiej ikonografii, iluminacji książki i ornamentyki.
- Domostroj (XV wiek) – autor nieznany; zbiór przepisów obyczajowo-prawnych pochodzący z Nowogrodu Wielkiego. W 1560 r. ponownie opracowany przez Sylwestra, doradcę Iwana IV Groźniego.
- Wielkie Czytane Mineje (1541) – praca zespołowa, późniejsze wersje pod redakcją Nikona; dzieło stało się obok Zwodu Nikonowskiego jedną z oficjalnych kronik ówczesnej Rosji.
- Opowieść o Piotrze i Fewronii z Murmania (ok. 1550).
- Historia o Carstwie Kazańskim (1564–1566).
- Carska Księga Tytułów (1672) – praca zespołowa artystów z kremla moskiewskiego; księga zawiera 20 portretów wielkich książąt i carów rosyjskich (od Ruryka do Aleksego I Romanowa), 11 portretów patriarchów ruskich, 22 portrety zagranicznych monarchów panujących w czasach Aleksego I, oraz herby.
- Żywot protopopa Awwakuma, przez niego samego nakreślony (1672–1673) – Awwakum Pietrow; pierwsze rosyjskie dzieło autobiograficzne, arcydzieło literatury rosyjskiej XVII wieku.
- Synopsis kijowski (1674) – Innocenty Gizel; pierwszy rosyjski podręcznik historii. W księdze został przedstawiony poczet książąt ruskich i carów rosyjskich, którzy według autora są jedynymi prawowitymi dziedzicami władców Rusi Kijowskiej. Podręcznik zawiera także listę hetmanów kozackich, jak i polskich wojewodów na ziemiach ruskich. Po raz pierwszy opublikowany w 1674 r. w wówczas rosyjskim Kijowie.
- Rymologion (1678) – Symeon Połocki; jeden z trzech zbiorów wierszowanych Symeona. Zawiera utwory pochwalne, adresowane do cara, członków jego rodziny oraz dostojników świeckich i kościelnych. Utwory te powstawały z okazji ceremonii dworskich oraz świąt. Symeon jako pierwszy autor wypracował i zastosował w swych utworach rosyjski wiersz sylabiczny. Wydany po raz pierwszy w 1679 r.
- Ogród wielu kwiatów (1680) – Symeon Połocki, drugi z tomów poezji wydany po śmierci autora. Symeon Połocki będąc wychowawcą carskich dzieci pisał rymowanki, przekazujące im wiadomości z różnych dziedzin życia i nauki.
- Psałterz rymotwórczy (1680) – Symeon Połocki.
- Powrót syna marnotrawnego (XVII wiek) – Symeon Połocki, pierwsza komedia napisana w języku rosyjskim.
- Na króla Nabuchadonozora (XVII wiek) – Symeon Połocki, jeden z kamieni węgielnych rosyjskiego dramatu, pierwsza tragedia napisana w języku rosyjskim.

### XVIII wiek

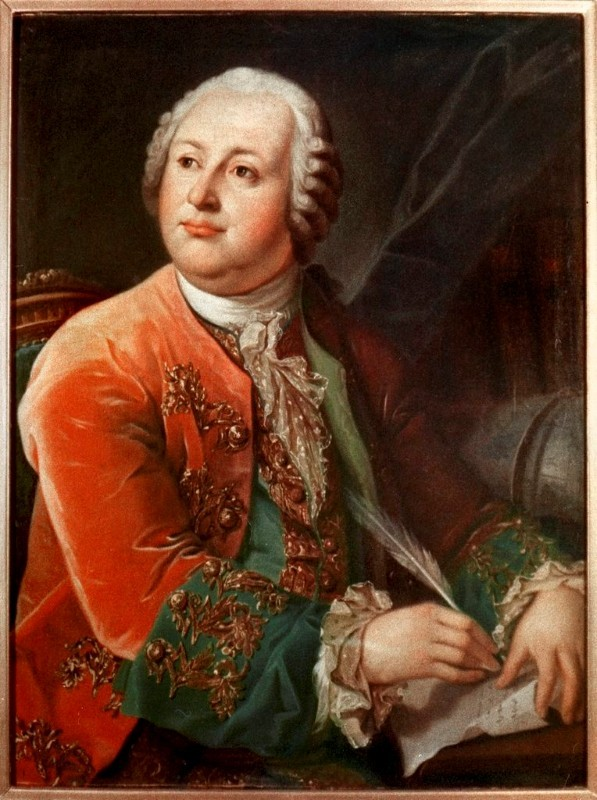
Michaił Łomonosow

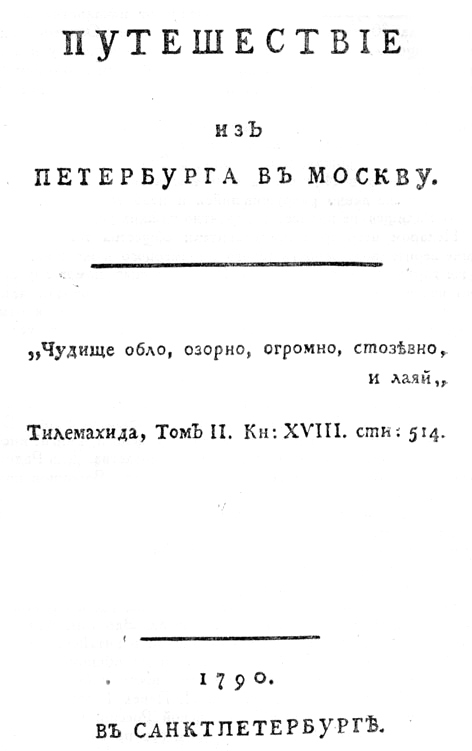
Aleksandr Radiszczew, Podróż z Petersburga do Moskwy z 1790 r.

- Nowy i krótki sposób komponowania wierszy rosyjskich (1735) – Wasilij Trediakowski
- O przyrodzie i człowieku (1742) – Antioch Kantemir; traktat filozoficzny
- Do rozumu swego (1743) – Antioch Kantemir; jedna z 9 satyr Kantemira.
- Na zawiść i hardość szlachciców nieobyczajnych – Antioch Kantemir; jedna z 9 satyr Kantemira.
- Petrida – Antioch Kantemir, nieukończony poemat epicki
- O języku (1747) – Aleksandr Sumarokow
- Choriew (1747) – Aleksandr Sumarokow, tragedia
- Oda w rocznicę wstąpienia na tron cesarzowej Jelizawiety Pietrowny (1747) – Michaił Łomonosow
- Rozprawa o ortografii (1748) – Wasilij Trediakowski
- Poranne rozmyślania o wielkości bożej (1751) – Michaił Łomonosow
- O starej, średniej i nowej poezji rosyjskiej (1752) – Wasilij Trediakowski
- Rozmowy z Anakreontem (1756) – Michaił Łomonosow
- Brygadier (1769) – Denis Fonwizin; komedia, w której autor poddał krytyce niski poziom kształcenia i niemoralność zarówno urzędników, jak i drobnej szlachty. Fonwizin kpi tutaj także z galomanii młodego pokolenia.
- Pouczenie dla chcących zostać pisarzami (1774) – Aleksandr Sumarokow
- Na śmierć księcia Meszczerskiego (1779) – Gawriił Dierżawin
- Bóg (1785) – Gawriił Dierżawin; oda poświęcona zagadnieniu życia i śmierci, jeden z najważniejszych utworów poetyckich Dierżawina.
- Bajki (1788–1834) – Iwan Kryłow
- Podróż z Petersburga do Moskwy (1790) – Aleksandr Radiszczew; powieść wydana anonimowo w Sankt Petersburgu, traktuje o konieczności zniesienia poddaństwa chłopów i innych reformach państwowych. Jakoby osobną część utworu stanowią oda Wolność napisana w 1783 r. i przedstawiająca historię walki o prawa i swobody obywatelskie na całym świecie, oraz artykuł filozoficzny Słowo o Łomonosowi z 1780 r.
- Niech rozgrzmiewa pieśń zwycięstwa (1791) – Gawriił Dierżawin; nieoficjalny hymn Rosji na przełomie XVIII i XIX wieku.
- Biedna Liza (1792) – Nikołaj Karamzin, opowiadanie o niespełnionej miłości chłopki do szlachcica
- O człowieku, jego śmiertelności i nieśmiertelności (1792–1795) – Aleksandr Radiszczew; traktat filozoficzny napisany podczas zesłania na Syberię i wydany w 1809 r. Radiszczew w nim traktuje o rozwoju człowieka i jego związkach ze światem zwierząt i roślin, o zmiennych właściwościach i ruchu materii, porusza zagadnienienia czasu i przestrzeni, a także kwestię śmiertelności człowieka i jego duszy. Dochodzi do wniosku, że nieśmiertelność duszy jest niemożliwa do udowodnienia i pozostaje kwestią wiary.
- Gil (1800) – Gawriił Dierżawin, elegia na śmierć przyjaciela poety, księcia Aleksandra Suworowa.

### XIX wiek

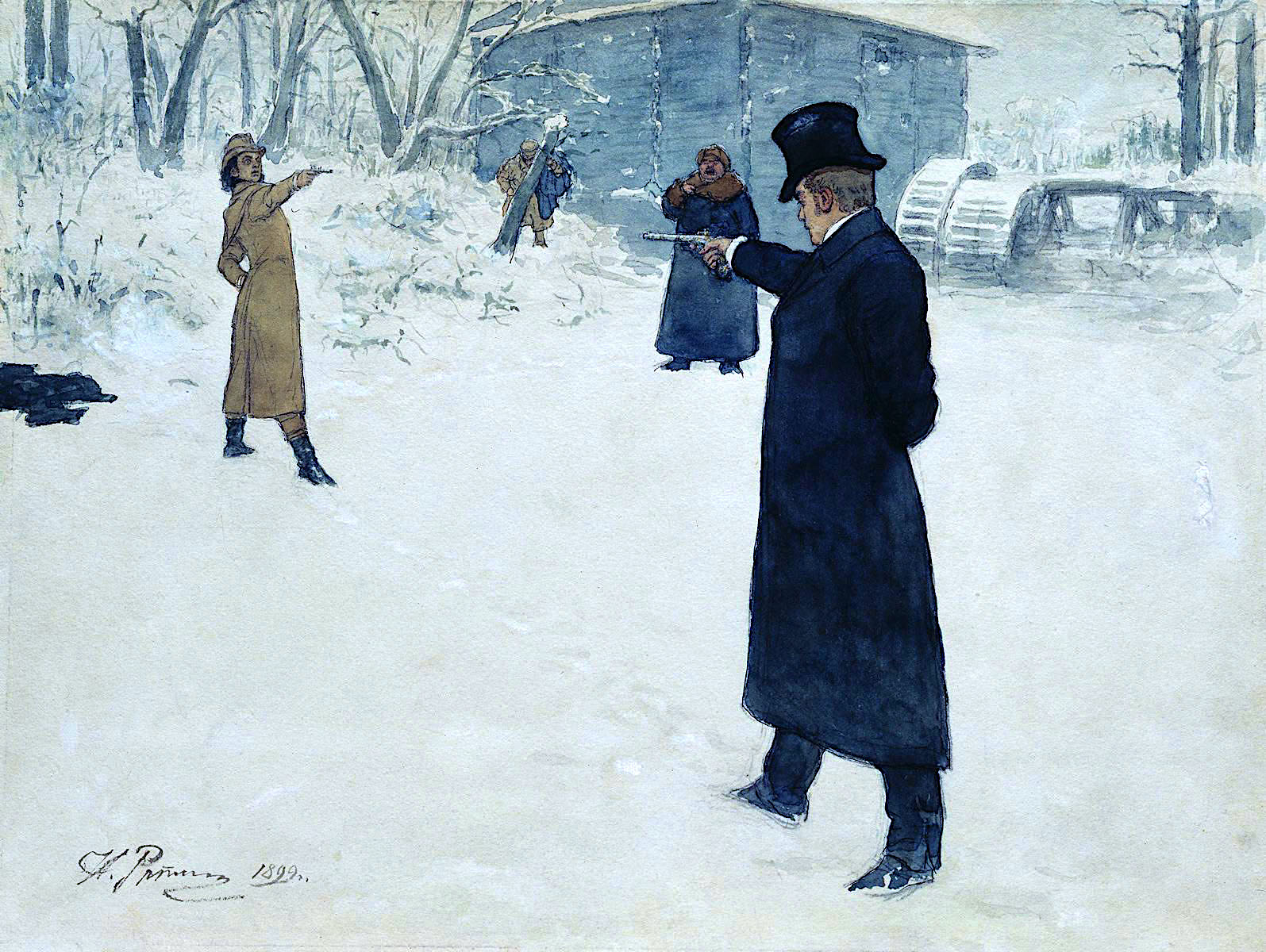
Pojedynek Oniegina i Leńskiego – ilustracja Ilji Riepina do Eugeniusza Oniegina z 1899 r.

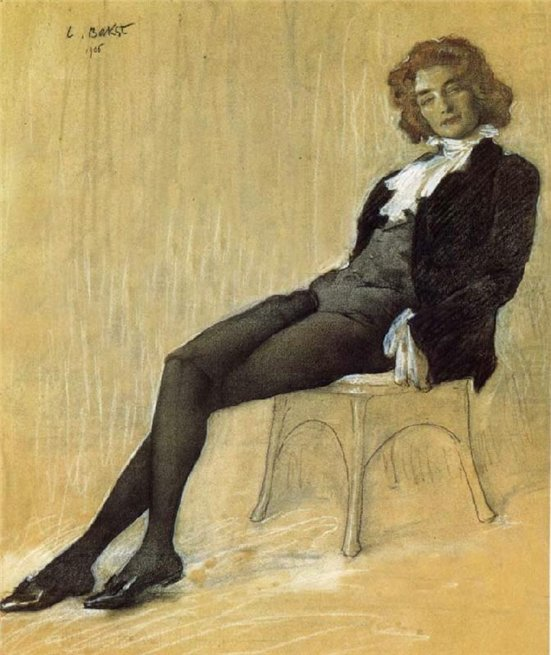
Zinaida Gippius

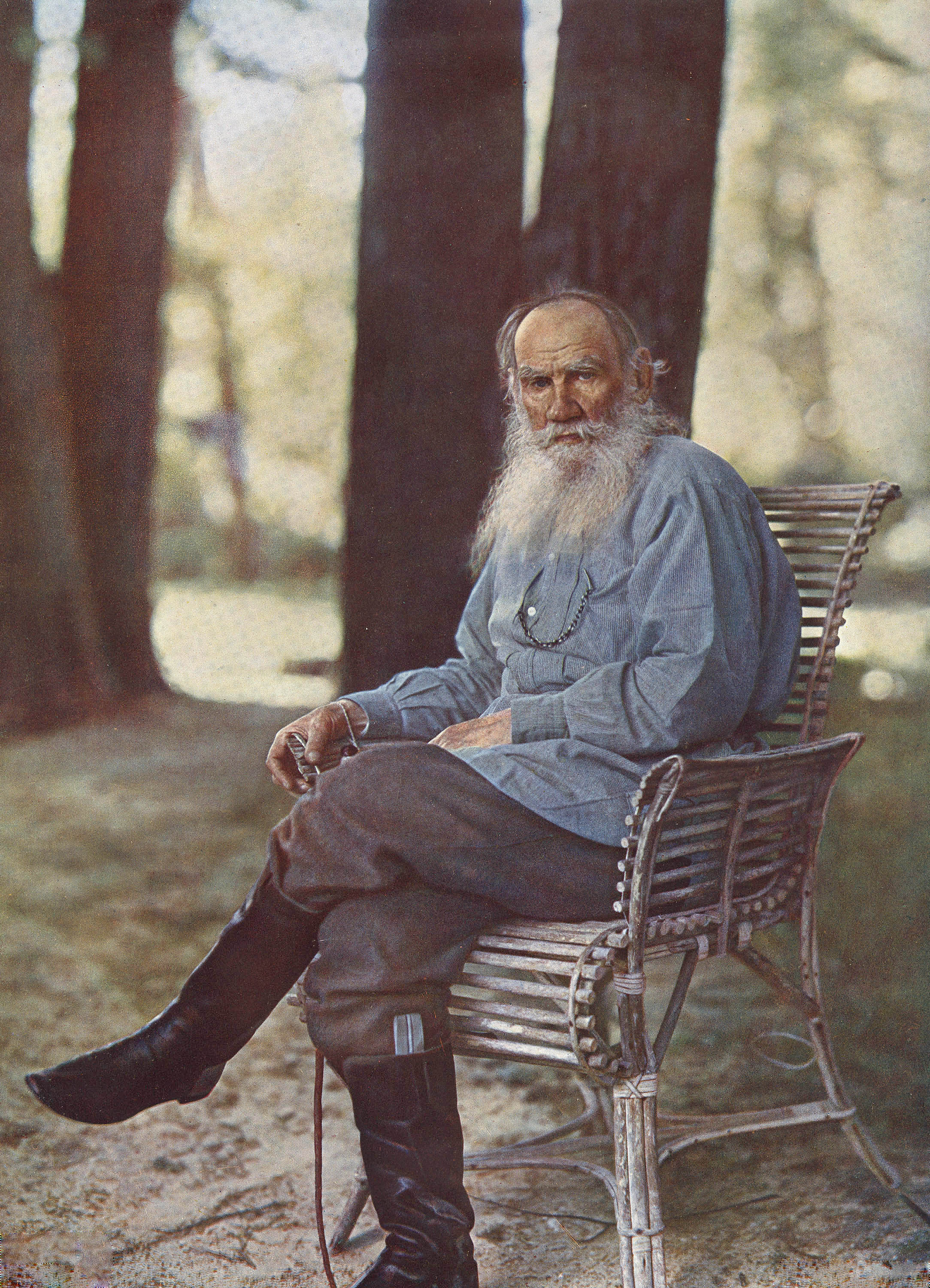
Lew Tołstoj

- Starostka Marta czyli upadek Nowogrodu (1801) – Nikołaj Karamzin, opowiadanie historyczne
- Dobrynia (1804) – Gawriił Dierżawin; tragedia napisana w duchu klasycyzmu
- Pożarski (1806) – Gawriił Dierżawin; tragedia napisana w duchu klasycyzmu
- O starej i nowej Rosji (1811) – Nikołaj Karamzin
- Zapiski (1811–1813) – Gawriił Dierżawin; autobiograficzne
- Student (1816) – Aleksandr Gribojedow, komedia
- Historia państwa rosyjskiego (1816–1829) – Nikołaj Karamzin
- Rusłan i Ludmiła (1820) – Aleksandr Puszkin
- Mądremu biada (1824) – Aleksandr Gribojedow
- Borys Godunow (1825) – Aleksandr Puszkin
- Eugeniusz Oniegin (1825–1832) – Aleksandr Puszkin
- Oszczercom Rosji (1831) – Aleksandr Puszkin
- Jeździec miedziany (1833) – Aleksandr Puszkin
- Bajka o rybaku i złotej rybce (1833) – Aleksandr Puszkin; literacka wersja ludowej opowieści rosyjskiej o Starej chciwej żonie; wątek najprawdopodobniej zaczerpnięty z wydanej 15 lat wcześniej przez braci Grimm „Bajki o rybaku i jego babie”.
- Boże, zachowaj Cara! (1833) – Wasilij Żukowski
- Córka kapitana (1833–1836) – Aleksandr Puszkin
- Dama pikowa (1834) – Aleksandr Puszkin
- Martwe dusze (1835–1852) – Nikołaj Gogol
- Taras Bulba (1836) – Nikołaj Gogol
- Rewizor (1836) – Nikołaj Gogol
- Śmierć poety (1837) – Michaił Lermontow
- Bohater naszych czasów (1840) – Michaił Lermontow
- Czterdzieści lat (1840) – Nikołaj Kostomarow; rosyjskojęzyczna powieść pisarza ukraińskiego
- Szynel (1842) – Nikołaj Gogol
- Trylogia autobiograficzna (1852–1857) – Lew Tołstoj; trylogia składa się z następujących części: Dzieciństwo (1852), Lata chłopięce (1854) i Młodość (1857).
- Zapiski myśliwego (1852) – Iwan Turgieniew
- Opowiadania sewastopolskie (1855–1856) – Lew Tołstoj
- Rudin (1856) – Iwan Turgieniew
- Bogdan Chmielnicki i powrót południowej Rusi do Rosji (1857) – Nikołaj Kostomarow; rosyjskojęzyczne dzieło na temat powstań kozackich spod pióra ukraińskiego pisarza.
- Szlacheckie gniazdo (1859) – Iwan Turgieniew
- Ojcowie i dzieci (1862) – Iwan Turgieniew
- Wojna i pokój (1865–1869) – Lew Tołstoj
- Zbrodnia i kara (1866) – Fiodor Dostojewski
- Idiota (1867–1869) – Fiodor Dostojewski
- Biesy (1871–1872) – Fiodor Dostojewski
- Komu dobrze na Rusi (1873–1876) – Nikołaj Niekrasow
- Anna Karenina (1873–1877) – Lew Tołstoj
- Historia ruska w biografiach jej głównych osobistości (1874–1876) – Nikołaj Kostomarow; rosyjskojęzyczne dzieło ukraińskiego pisarza bazujące na różnorodnych rosyjskich materiałach źródłowych.
- Bracia Karamazow (1878–1880) – Fiodor Dostojewski
- Mazepa (1874–1876) – Nikołaj Kostomarow; rosyjskojęzyczne dzieło ukraińskiego pisarza dotyczące jednego z hetmanów kozackich.
- Sonata Kreutzerowska (1889) – Lew Tołstoj; paradoksalne ujęcie zagadnienia małżeństwa i życia płciowego
- Królestwo Boże jest w waszym wnętrzu (1894) – Lew Tołstoj; magnum opus literatury faktu spod pióra Lwa Tołstoja, po raz pierwszy opublikowane w Niemczech w 1894 r. Jedno z głównych źródeł inspiracji anarchizmu cherześcijańskiego i biernego oporu.
- Zmartwychwstanie (1899) – Lew Tołstoj; powieść krytyczno-społeczna.
- Wujaszek Wania (1899–1900) – Anton Czechow

### XX wiek

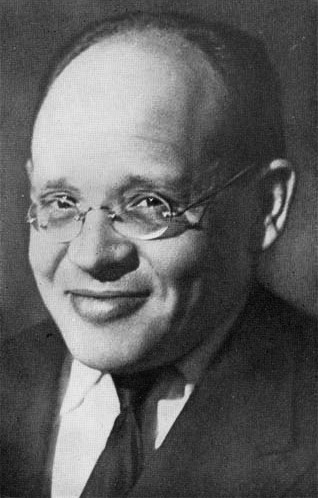
Isaak Babel

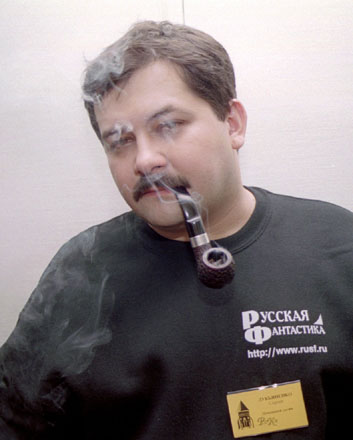
Siergiej Łukjanienko

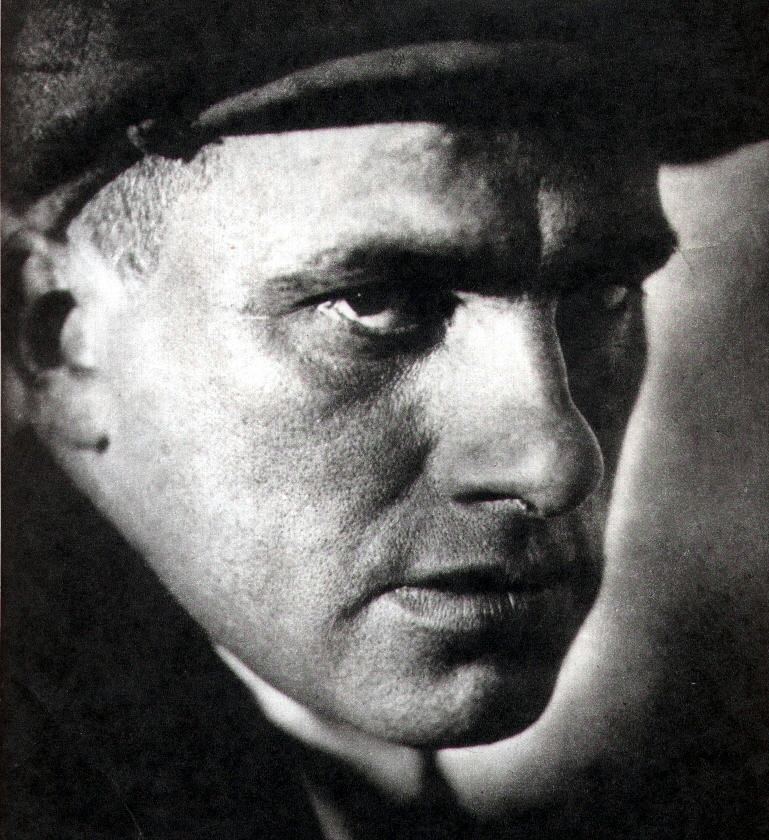
Władimir Majakowski

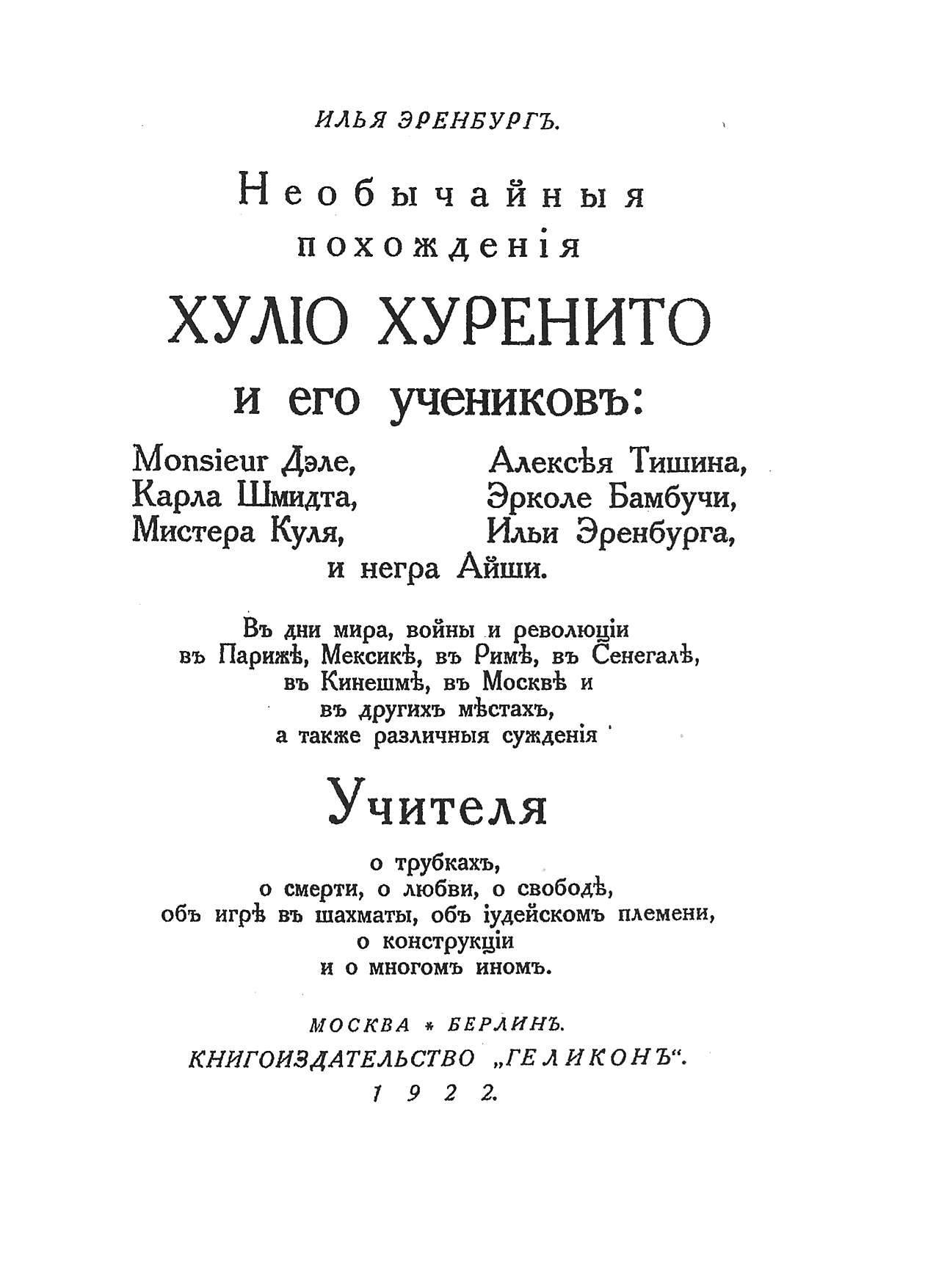
Niezwykłe przygody Julio Jurentina i jego uczniów... (I wyd., Moskwa-Berlin: 1922)

- Trzy siostry (1901) – Anton Czechow
- Na dnie (1902) – Maksim Gorki
- Wiśniowy sad (1904) – Anton Czechow
- Matka (powieść) (1906) – Maksim Gorki
- Szaman i Wenera (1912) – Wielemir Chlebnikow
- Kamień (1913) – Osip Mandelsztam
- Obłok w spodniach (1915) – Władimir Majakowski
- Dwunastu (1918) – Aleksandr Błok
- Misterium buffo (1918) – Władimir Majakowski
- Ladomir (1920) – Wielemir Chlebnikow
- My (1920–1921) – Jewgienij Zamiatin
- 150.000.000 (1921) – Władimir Majakowski
- Niezwykłe przygody Julio Jurentina i jego uczniów... (1922) – Ilja Erenburg
- Życie – moja siostra (1922) – Boris Pasternak
- Czapajew (1923) – Dmitrij Furmanow
- Włodzimierz Iljicz Lenin (1924) – Władimir Majakowski
- Ruś sowiecka (1924) – Siergiej Jesienin
- Życie Klima Samgina (1925–1936) – Maksim Gorki
- Maszeńka (1926) – Władimir Nabokow; debiutancka powieść Nabokowa opublikowana pod pseudonimem W. Sirin w 1926 r. w Berlinie. Fabuła powieści koncentruje się na postaci mieszkającego w Berlinie emigranta Lwa Glebowicza Ganina, który dowiaduje się, że żona jego sąsiada, mająca przybyć niedługo do Berlina, jest jego ukochaną z lat młodości. To odkrycie budzi u niego ogromną tęsknotę za ojczyzną i dawną miłością. Powieść jest historią o nostalgii i sile wspomnień. Stanowi również obyczajowy obrazek z życia emigrantów rosyjskich w Niemczech[5].
- Poematy końca (1926) – Marina Cwietajewa
- Armia konna (1926) – Isaak Babel
- Cichy Don (1928–1940) – Michaił Szołochow
- Mistrz i Małgorzata (1928–1940) – Michaił Bułhakow
- Jak hartowała się stal (1932–1935) – Nikołaj Ostrowski; jedna z najbardziej znanych powieści realizmu socjalistycznego. Tomy 1–2 wydano w latach 1932–1934, natomiast pełne wydanie ukazało się w 1935 r.
- Czarodziej (1939) – Władimir Nabokow; opowieść napisana w Paryżu, opublikowana po raz pierwszy po śmierci autora w 1986 r. Utwór stanowi pierwowzór powieści Lolita – również porusza temat pedofilii i opiera się na podobnym schemacie fabularnym, co późniejsza powieść (samotny mężczyzna, odczuwający pożądanie do małych dziewczynek żeni się, aby móc zbliżyć się do nieletniej córki swojej nowej małżonki)[6].
- Poemat bez bohatera (1940–1962) – Anna Achmatowa
- Los człowieka (1957) – Michaił Szołochow
- Doktor Żywago (1957) – Boris Pasternak; powieść wydana po raz pierwszy w 1957 r. w języku rosyjskim we Włoszech. W 1958 r. została uhonorowana literacką Nagrodą Nobla. Z przyczyn politycznych w ZSRR powieść ukazała się dopiero w 1988 r. w magazynie literackim „Nowyj Mir” (numery: 1, 2, 3 i 4). W tym samym roku w ZSRR powieść ukazała się również w postaciach książkowych (jednocześnie w Moskwie i Wilnie).
- Żywi i martwi (1959) – Konstantin Simonow
- Jeden dzień Iwana Denisowicza (1962) – Aleksandr Sołżenicyn; opowiadanie opublikowane w 1962 r. w radzieckim magazynie literackim „Nowyj Mir”. Utwór opisuje jeden dzień więźnia w łagrze radzieckim.
- Delikatność (1962) – Jewgienij Jewtuszenko
- Moskwa – Pietuszki (1969) – Wieniedikt Jerofiejew
- Długi czas pożegnania (1971) – Jurij Trifonow
- Archipelag GUŁag (1958–1968) – Aleksandr Sołżenicyn; trzytomowe dzieło napisane w formie relacji historycznej. Wydane po raz pierwszy w 1973 w Paryżu (tom I), zaś w ZSRR oficjalnie w 1989 (wcześniej funkcjonowało w obiegu podziemnym).
- Pożegnanie z Matiorą (1976) – Walentin Rasputin
- My, niżej podpisani (1978) – Aleksandr Gelman
- Wędrówki dyletantów (1979) – Bułat Okudżawa
- Elegie rzymskie (1982) – Iosif Brodski
- Ostatnia śmierć Jonathana Swifta (1983) – Grigorij Gorin
- Noc Walpurgi, albo kroki Komandora (1985) – Wieniedikt Jerofiejew; dramat, którego akcja ma miejsce w szpitalu psychiatrycznym.
- Kryształowy świat (1993) – Wiktor Pielewin, zbiór opowiadań
- Nocny patrol (1998) – Siergiej Łukjanienko; powieść fantasy, pierwsza część cyklu „Patrole” w skład którego wchodzą też: Dzienny patrol, Oblicze czarnej Palmiry, Patrol zmroku i Ostatni patrol.

### XXI wiek
- 23000 (2005) – Władimir Sorokin, trylogia
- Hełm grozy (2005) – Wiktor Pielewin
- Liczby (2006) – Wiktor Pielewin
- Empire V (2006) – Wiktor Pielewin
- Dzień oprycznika (2006) – Władimir Sorokin
- Cukrowy Kreml (2008) – Władimir Sorokin